# Ніколаєвка (село, Михайловський район)
Нікола́євка (рос. Николаевка) — село у складі Михайловського району Алтайського краю, Росія. Адміністративний центр Ніколаєвської сільської ради.

## Населення
Населення — 1092 особи (2010; 1382 у 2002).
Національний склад (станом на 2002 рік):
- росіяни — 78 %